# Me-gumi no Daigo
Me-gumi no Daigo (jap. め組の大吾, dt. „Daigo vom Trupp M[e]“) ist ein Manga des japanischen Zeichners Masahito Soda, der von 1995 bis 1999 erschien. Der Comic wurde auch als Film- und Fernsehserie umgesetzt und erhielt 1997 den Shōgakukan-Manga-Preis in der Kategorie Shōnen. Seit 2020 erscheint in Japan die Fortsetzung Me-gumi no Daigo Kyūkoku no Orange.

## Inhalt
Seit Daigo Asahina als kleines Kind von einem Feuerwehrmann das Leben gerettet wurde, will er ebenso Brandbekämpfer werden. Als er 18 ist, beginnt er eine Ausbildung bei der Medaka-Ga-Hama-Feuerwehr in Sengoku, wo er zunächst nur langweilige Büroarbeit zugeteilt bekommt. Dabei kommt er zur Feuerwehr in dem Glauben, bereits alles über die Brandbekämpfung zu wissen, muss aber erfahren, dass es noch viel zu lernen gibt. Er wird unterstützt von seiner ehemaligen Lehrerin, Frau Ochiai, die ihn wie einen jüngeren Bruder behandelt. Daigo jedoch hat sich in sie verliebt. Zugleich hat er mit Shiro Amakasu von der Kujiradai-Feuerwehr einen Rivalen. In Daigos Revier kommt es ungewöhnlicherweise zu besonders vielen Notfällen, sodass er viel zu tun und auch viel zu lernen hat. Später wird er Mitglied einer Elite-Einheit.
Neben der Action-hältigen Geschichte vermittelt die Serie Informationen über die Arbeit von Feuerwehrleuten, das Verhalten in Notfällen, Vorsorge und Brandvermeidung.

## Veröffentlichung
Der Manga wurde von 1995 bis 1999 im Manga-Magazin Shōnen Sunday vom Verlag Shogakukan in Japan veröffentlicht. Später erschienen die Einzelkapitel in 20 Sammelbänden. Seit 2020 erscheint in Japan die Fortsetzung Me-gumi no Daigo Kyūkoku no Orange.
Die Reihe erschien bei Kabuto in Frankreich, bei Ching Win Publishing in Taiwan und bei Viz Media in den USA.

## Adaptionen

### Film
Im Jahr 1999 produzierte das Studio Sunrise unter der Regie von Susumu Nishizawa einen Anime-Film zum Manga. Die Autoren waren Akihiko Inari für das Drehbuch und für das Storyboard Susumu Nishizawa. Das Charakterdesign entwarf Hideyuki Motohashi und die künstlerische Leitung lag bei Tsutomu Ishigaki. Weitere Designs stammen von Kazuhiro Arai. Für die Kameraführung war Hisao Shirai verantwortlich, Produzent war Mikihiro Iwata. Für den Ton zuständig war Katsuyoshi Kobayashi und die Musik komponierte Shiroh Hamaguchi. Die Stücke wurden von der Warschauer Philharmonie eingespielt. Das Abspannlied Red Darkness stammt von Hiroshi Kitadani. Der 45-minütige Film kam am 27. Juli 1999 unter dem Titel Me-gumi no Daigo in Japan auf Video heraus.

| Rolle             | Japanischer Sprecher (Seiyū) |
| ----------------- | ---------------------------- |
| Daigo Asahina     | Wataru Takagi                |
| Captain Shiraishi | Hikaru Hanada                |
| Shirō Amakasu     | Kazuya Ichijō                |
| Shizuka Ochiai    | Kikuko Inoue                 |
| Hajime Gomi       | Yūsaku Yara                  |

### Fernsehserie
Vom 6. Januar bis zum 16. März 2004 strahlte der Sender Fuji TV eine elfteilige Fernsehserie zum Manga aus. Regie führten Go Shichitaka, Take Narita, Hirosuke Mitake, Taro Kinoshita, Osamu Yonekawa und Ryōichi Tanaka.

## Rezeption
Der Manga erhielt 1997 den Shōgakukan-Manga-Preis in der Kategorie Shōnen und 1998 beim Japan Media Arts Festival den Excellence Prize. Bis Dezember 2022 waren über 14 Millionen Exemplare des Mangas in Japan im Umlauf.
Die Serie sei ein typisches Shōnen-Manga-Berufsportrait und bestehe vor allem aus einer Aneinanderreihung von Actionszenen mit einer drumherum geschriebenen Handlung, so Jason Thompson. Auch wenn die Muster sich oft wiederholten, sei die Action gut und aufregend inszeniert. Die Zeichnungen seien eher realistisch, die Charaktere dynamisch in Szene gesetzt mit eher karikaturenhaften Gesichtern.